# The Bravery
The Bravery — американская рок-группа из Нью-Йорка, образованная в 2003 году Сэмом Эндикоттом и Джоном Конвэйем. Музыка коллектива представляет собой смесь инди-рока и танцевальной музыки. Группа приобрела известность после выпуска сингла «An Honest Mistake» в 2005 году, и, ставший золотым диском, сингл «Believe», выпущенный в 2008.
Затем 25 апреля 2014 года, вокалист группы Сэм Эндикотт, на своей странице в Facebook заявил о распаде группы.

## История
Коллектив основан в 2003 году двумя студентами Сэмом Эндикоттом и Джоном Конвэйем, учившиеся вместе в Вассарском колледже в Покипси. Свою карьеру они начинали играя в различных музыкальных бандах района. Некоторое время они сотрудничали с будущей звездой сериала CSI: Miami Джонатаном Того. После окончания колледжа, Эндикотт и Конуэй переезжают в Нью-Йорк, где Эндикотт начинает писать музыку.
Гитарист Майкл Закарин присоединяется к коллективу, откликнувшись на объявление в местной газете, и приводит с собой басиста Майка Хиндерта из Джорджтаунского университета. Барабанщик Энтони Бурульчич жил в Бостоне, где учился в музыкальном колледже Беркли по классу перкуссии. Ему пришлось вернуться домой на Лонг-Айленд после смерти сестры. В это время с ним и связался Эндикотт.
Название коллектива, по словам лидера группы, было навеяно событиями 11 сентября. После трагедии люди готовились к худшему и такое название («bravery» – храбрость) — своего рода попытка доказать, что страх не завладел ими полностью.
Первое выступление коллектива состоялось в 2003 году в бруклинском клубе «Stinger».

## «The Bravery»
Дебютный музыкальный альбом коллектива с одноименным названием «The Bravery» был выпущен в 2005 году. Альбом был тепло встречен критиками. Тогда же группа возглавила список самых перспективных музыкантов года. С него были выпущены синглы «An Honest Mistake», «Fearless», «Unconditional».
Популярность группы стремительно росла и не обошлось без скандала: фронтмен группы «The Killers» Брендон Флауэрс обвинил «The Bravery» в том, что их успех заключается лишь в том, что они пошли по пути «The Killers».

## «The Sun And The Moon»
Второй альбом группы «The Sun And The Moon» вышел в 2007 году и не имел такого же успеха, как предыдущий. С него были выпущены синглы: «Time Won’t Let Me Go», «Believe».

## «Stir The Blood»
Последний на данный момент альбом группы Stir The Blood вышел в 2009 году. Синглы: «Slow Poison», «I Am Your Skin», «Hatefuck».

## Участники группы
- Сэм Эндикотт — вокал, ритм-гитара
- Майкл Закарин — соло-гитара, бэк-вокал
- Джон Конвэй — клавишные, бэк-вокал
- Майк Хиндерт — бас, бэк-вокал
- Энтони Бурульчич — ударные, бэк-вокал